# رودني كالفر
رودني كالفر (بالإنجليزية: Rodney Culver)‏ هو لاعب كرة قدم أمريكية أمريكي، ولد في 23 ديسمبر 1969 في ديترويت في الولايات المتحدة، وتوفي في 11 مايو 1996 في إيفرجلادز في الولايات المتحدة.

## وصلات خارجية
- رودني كالفر على موقع مرجع كرة القدم المحترفة.كوم (الإنجليزية)
- رودني كالفر على موقع IMDb (الإنجليزية)